# نورما كوش
نورما كوش (بالإنجليزية: Norma Koch) هي مصممة أزياء تقليدية أمريكية، ولدت في 27 مارس 1898 في كانساس في الولايات المتحدة، وتوفيت في 29 يوليو 1979 في كوينز في الولايات المتحدة.

## وصلات خارجية
- نورما كوش على موقع IMDb (الإنجليزية)
- نورما كوش على موقع قاعدة بيانات الفيلم (الإنجليزية)